# مایک ویندیشمن
مایک ویندیشمن (انگلیسی: Mike Windischmann؛ زادهٔ ۶ دسامبر ۱۹۶۵) یک بازیکن فوتبال اهل ایالات متحده آمریکا است.
وی همچنین در تیم ملی فوتبال ایالات متحده آمریکا بازی کرده است.